# Воробьи (Стуловское сельское поселение)
Воробьи — деревня в Слободском районе Кировской области в составе Стуловского сельского поселения.

## География
Находится у западной окраины районного центра города Слободской в районе железнодорожной станции Слободская.

## История
Известна с 1873 года, когда здесь (деревня Бакулинская или Воробьи) было учтено дворов 14 и жителей 97, в 1905 25 и 117, в 1926 11 и 63, в 1950 31 и 190, в 1989 году проживало 106 человек . 

## Население
Постоянное население  составляло 114 человек (русские 91%) в 2002 году, 115 в 2010.